# Hội Giá
Chòm sao Hội Giá (chữ Hán: 繪架, nghĩa: giá vẽ, (tiếng La Tinh: Pictor) là một trong 88 chòm sao hiện đại, mang hình ảnh giá vẽ.
Chòm sao này có diện tích 247 độ vuông, nằm trên thiên cầu bắc, chiếm vị trí thứ 59 trong danh sách các chòm sao theo diện tích.
Chòm sao Hội Giá nằm kề các chòm sao Điêu Cụ, Thuyền Để, Thiên Cáp, Kiếm Ngư, Thuyền Vĩ, Phi Ngư.

## Tên gọi
Nhà thiên văn học người Pháp - Lacaille đã đặt tên cho chòm sao này vào năm 1750. Ngôi sao sáng nhất trong chòm sao này là Alpha Pictoris - một ngôi sao lùn trắng cách Trái Đất khoảng 97 năm ánh sáng.

## Thiên thể
Các thiên thể đáng quan tâm
- Sao β Pic, với đĩa chất khí và nước đá bao quanh, nơi hành tinh có thể hình thành
- Sao Kapteyn là sao có chuyển động riêng lớn